# Перансанес
Перансанес (ісп. Peranzanes) — муніципалітет в Іспанії, у складі автономної спільноти Кастилія-і-Леон, у провінції Леон. Населення — 316 осіб (2010).
Муніципалітет розташований на відстані близько 370 км на північний захід від Мадрида, 90 км на захід від Леона.
На території муніципалітету розташовані такі населені пункти: (дані про населення за 2010 рік)
- Каріседа: 27 осіб
- Чано: 75 осіб
- Фаро: 21 особа
- Фреснедело: 27 осіб
- Гімара: 70 осіб
- Перансанес: 54 особи
- Траскастро: 42 особи

## Демографія
Динаміка населення (INE ):